# Heteronemia arampes
Heteronemia arampes is een insect uit de orde Phasmatodea en de  familie Heteronemiidae. De wetenschappelijke naam van deze soort is voor het eerst geldig gepubliceerd in 1871 door Johann Jakob Kaup & Lucas Friedrich Julius Dominikus von Heyden.